# کیتلین لیچ
کیتلین لیچ (انگلیسی: Caitlin Leach؛ زادهٔ ۱۶ نوامبر ۱۹۹۶) بازیکن فوتبال اهل بریتانیا است.
وی همچنین در تیم ملی فوتبال England U-19 بازی کرده‌است.